# Skipp Sudduth

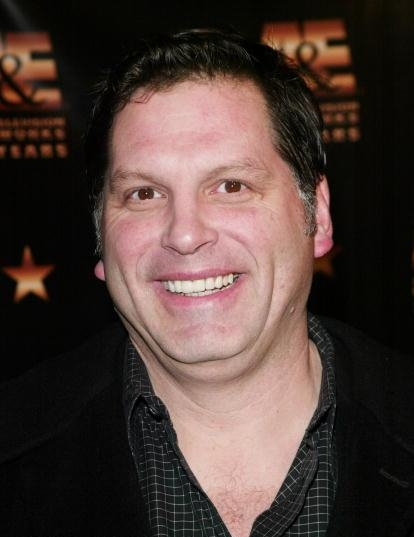
Skipp Sudduth, 2005

Skipp Sudduth (Robert Lee Sudduth IV; * 23. August 1956 in Wareham, Massachusetts) ist ein US-amerikanischer Theater-, Film-, Fernsehschauspieler und Regisseur. Einer breiteren Öffentlichkeit ist er durch den Film Ronin bekannt, in dem er neben Robert De Niro eine Hauptrolle spielte.

## Leben
Geboren wurde Sudduth als Sohn eines Ingenieurs und einer Krankenschwester. Er besuchte die George Washington High School in Danville, Virginia, wo er 1976 seinen Abschluss machte. In der Hoffnung, Arzt zu werden, erwarb er am Hampden-Sydney-College einen akademischen Titel in Biologie und arbeitete ein Jahr in einer Notaufnahme. Durch diese Erfahrungen geprägt entschied er das Medizinstudium abzubrechen und stattdessen einen Abschluss in Theaterschauspiel an der University of Virginia zu machen.
Nach seinem Abschluss trat er in die Chicagoer Steppenwolf Theatre Company ein. Er spielte in dem Theaterstück Die Früchte des Zorns und in Adaptationen von On the Waterfront und Clockwork Orange mit. 1999 spielte er neben Kevin Spacey in der Broadwayproduktion The Iceman Cometh und 2003 neben Paul Reiser in Woody Allens Erstaufführung des Stücks Riverside Drive. Außerdem trat er zusammen mit Helen Hunt in dem Stück Twelfth Night im Lincoln Center auf.
Seine Filmkarriere begann mit kleineren Rollen in Filmen wie Studio 54 und Spike Lees Clockers. Hauptrollen spielte er in den Filmen Ronin und Makellos, beide Male an der Seite von Robert De Niro.
Bekannt wurde Sudduth vor allem durch seine Rolle in der Fernsehserie Third Watch – Einsatz am Limit, die er von 1999 bis 2005 verkörperte. Da er bei der Episode Collateral Damage Part II Regie führte, konnte er Mitglied in der Directors Guild of America werden. Sudduth hatte zuvor und auch danach zahlreiche Gastauftritte in Fernsehserien wie Law & Order, Oz – Hölle hinter Gittern, Trinity, Viper und Verrückt nach dir. Insgesamt war er in mehr als 40 Produktionen zu sehen.
Sudduth ist auch als Sänger und Songwriter tätig; seine Rockband Minus Ted (in der auch sein Bruder Kohl Sudduth Mitglied ist) hat bereits zwei Alben veröffentlicht. Er trat auch als Standup-Comedian auf und lieh verschiedenen Zeichentrickfiguren seine Stimme.
Skipp Sudduth war zweimal verheiratet. Beide Ehen wurden geschieden. Er lebt in New York City.

## Filmografie (Auswahl)

### Filme
- 1995: Clockers
- 1995: Money Train
- 1996: Eraser
- 1998: Kein Vater von gestern (A Cool, Dry Place)
- 1998: Studio 54
- 1998: Ronin
- 1999: Makellos (Flawless)
- 2010: Drunkboat
- 2013: The Hunted
- 2015: Freeheld – Jede Liebe ist gleich (Freeheld)
- 2016: The Neighbour
- 2018: Beyond The Night
- 2019: Blow the Man Down

### Fernsehserien
- 1995–1999: Law & Order (3 Episoden)
- 1999–2005: Third Watch – Einsatz am Limit (Third Watch)
- 2005: Law & Order: Special Victims Unit (Episode 7x09)
- 2006–2013: Criminal Minds (Episoden 2x12, 8x18)
- 2008: Criminal Intent – Verbrechen im Visier (Episode 7x20)
- 2010–2014: Good Wife (10 Episoden)
- 2012: Person of Interest (Episode 1x15)
- 2014: Orange Is the New Black (Episode 2x13)
- 2014: Elementary (Episode 3x06)
- 2015: Ray Donovan (3 Episoden)
- 2016: Navy CIS: New Orleans (NCIS: New Orleans, 1 Episode)
- 2016: The Night Of – Die Wahrheit einer Nacht (The Night Of, 1 Episode)
- 2016: Deckname: Quarry (Quarry, 5 Episoden)
- 2017: Chicago P.D. (1 Episode)
- 2017–2019: Madam Secretary (6 Episoden)
- 2018: Escape at Dannemora (2 Episoden)